# Переробка і використання торфу
Переробка і використання торфу
Використовують торф як паливо, будівельний матеріал, сировину для хімічної промисловості, добриво.
Основними видами використання торфу є отримання з нього торф'яного палива й хімічних продуктів, а також застосування в сільському господарстві. Торф використовується, крім того, для виготовлення деяких будівельних матеріалів та у медицині. Форми використання торфу й масштаби його видобутку визначаються техніко-економічними умовами в країні й районі, кількістю і якістю торфу в родовищі.
Торф'яне паливо є паливом переважно місцевим і на далекі відстані звичайно не перевозиться через об'ємну вагу, наявність у торфі значної кількості баласту (води й золи), а також тому, що під час перевезення та перевантаження якість торфу звичайно знижується (він кришиться).
Як промислове паливо, застосовується переважно торф, видобутий фрезерним, екскаваторним або гідравлічним способом. Торф'яне паливо у процесі видобутку доходить до повітряно сухого стану (вологість 30—40 %) і використовується на великих електростанціях. Для торф'яного палива вітчизняними інженерами й вченими сконструйовані спеціальні топки, у яких спалюється як грудковий, так і фрезерний торф. Середня теплота згоряння грудкового торфу з вологістю 30 % дорівнює 13,1 МДж/кг, фрезерного торфу вологістю 40 % — 11,1 МДж/кг. Трохи вища (на 10—15 %) теплота згоряння торфу, який отримано за технологією мокрого обвуглюваня, тобто термомеханічного зневоднювання під тиском в автоклавах, з подальшим відтискуванням у пресах. Істотно вища теплота згоряння (15,9—18,0 МДж/кг) торф'яних брикетів, які готують із фрезерного торфу. Як паливо застосовується також торф'яний напівкокс і торф'яний генераторний газ. З торф'яного дьогтю, продукту сухої перегонки торфу, одержують штучне рідке паливо.
Хімічні продукти з торфу одержують напівкоксуванням, газифікацією, мокрим обвуглюванням, екстракцією.
При напівкоксуванні й газифікації з торфу, крім напівкоксу й горючого газу, одержують аміак, оцтову кислоту й дьоготь. При переробці первинних торф'яних дьогтів одержують воски, парафіни, феноли, креалін та ін.
Мокре обвуглювання виконують шляхом нагрівання вологого торфу під тиском в автоклавах приблизно при 180°. Процес супроводжується утворенням оцтової кислоти, що викликає оцукрювання легкогідролізованих полісахаридів. Цукри, які з'являються, частково руйнуються, частково перетворюються на фурфурол і оксиметил-фурфурол. При мокрому обвуглюванні виділяється 5—7 % СО2. Торф, який пройшов мокре обвуглювання, легко зневоднюється відтискуванням. Водний розчин, який при цьому одержують, містить цукор, частина якого може бути зброджена у спирт. Фурфурол, що утворюється під час зневоднювання, виділяють із парової фази. Для одночасного виробництва торф'яного палива, спирту й фурфуролу найбільш придатний верховий сфагновий торф невисокого ступеня розкладу.
Екстракція бітумів з торфу може проводитися різними розчинниками. Найбільш бітумінозний, сильно розкладений, пухівковий торф містить розчинних у бензині бітумів 5—8 %, у бензолі 10—14 % і в спирто-бензолі 25 %. Торф'яні бітуми, які вилучають бензином, містять до 50 % восків, що складаються із суміші високомолекулярних жирних кислот, високомолекулярних спиртів і їх етерів.
Будівельні матеріали для теплоізоляції одержують із малорозкладеного торфу шляхом обробки водою, перемішуванням отриманої торфомаси, її відтискуванням, формуванням і сушінням.
У сільському господарстві торф використовується як добриво, для виготовлення торфоперегнійних горщиків, для мульчування ґрунту, як біопаливо й парникова земля, на підстилку худобі і птиці, для пакування й зберігання фруктів і овочів, а також як паливо. Добриво заготовляють у вигляді дрібної крихти вологістю не більше 60—65 %, застосовують головним чином на підзолистих ґрунтах. Способи використання торфу як добрива встановлюють залежно від його агрохімічної характеристики.
Найбільш багатий на азот, кальцій і фосфор низинний торф, особливо із зольністю вище 12 %. Він відрізняється меншою кислотністю (рН у межах від 4 до 7). У верховому торфі азоту майже вдвічі менше, ніж у низинному, кальцію й фосфору у кілька разів менше. Характерна дуже велика кислотність верхового торфу (рН в межах від 2,8 до 3,6). Торф всіх типів бідний калієм.
Органічна речовина торфу, внесеного в ґрунт, бере участь у формуванні гумусу, сприяє поліпшенню його структури й фізико-хімічних властивостей і є сприятливим середовищем для розвитку ґрунтових мікроорганізмів. Із внесенням у ґрунт торфу поліпшуються його водні властивості: зростає вологоємність, уповільнюється вилуговування, зменшується випар. Живильні речовини, які містяться в торфі, перебувають у важкозасвоюваному рослинами стані, тому для активації біологічних і хімічних процесів, що протікають у торфі, збагачення його живильними елементами, а також для зменшення кислотності торф звичайно піддають спеціальній обробці — компостуванню.
З низинного торфу, що добре розклався, у суміші із гнойовою пульпою й мінеральними добривами готують органомінеральні добрива. На добриво в чистому вигляді, без попередньої підготовки, використовують лише низинний торф високого ступеня розкладу, із зольністю понад 12 %, збагачений фосфором і кальцієм. Низинний торф із середнім і високим ступенем розкладу застосовується як складова частина парникового й тепличного ґрунту. Торф, після збирання культури, заорюють, він служить органічним добривом для росту наступних культур. Як «біологічне паливо» для обігріву ґрунту в парниках використовується низинний і верховий торф у вигляді підсушеної крихти в суміші із гноєм (у пропорції 1:2). Можливість такого застосування торфу заснована на його самонагріванні.
Торф, що слабко розклався, є високоякісним підстилковим матеріалом для худоби і птиці — він має велику вбирну здатність і малу теплопровідність.
Висока вологоємність торфу пояснюється наявністю в болотних рослин, головним чином у мохів, особливих клітин коркового шару з великою всмоктувальною здатністю. Вологоємність і газопоглинальна здатність торфу тим більші, чим менший ступінь його розкладу. Вологоємність (в % до абсолютно сухої речовини) сфагнового торфу приблизно 870—1150, осокового 800—970. Газопоглинальна здатність (поглинання аміачного азоту з атмосфери, насиченої газоподібним аміаком, в % до абсолютно сухої речовини) для сфагнової підстилки становить від 1,4 до 2,1, осокової близько 1 (газопоглинальна здатність соломи близько 0,6).
Торф'яна крихта із частинками розміром до 5 мм і з вологістю 30—40 % з верхівкового торфу зі ступенем розкладу не вище 15 % застосовується для пакування й зберігання винограду, груш, яблук, томатів та ін. Торф захищає фрукти й овочі від перегрівання й замерзання, від механічних ушкоджень, також перешкоджає розвитку грибків і бактерій.
У медицині торф застосовується для грязелікування. Для загальних і місцевих аплікацій використовують низинний і верховий торф підвищеного ступеня розкладу, у вигляді сирцю або у вигляді фрезерного торфу без будь-якої спеціальної тривалої обробки. Простота методики торфолікування при його високій ефективності зробила цей метод досить цінним лікувальним засобом у практичній медицині.
Енергетичне і сільськогосподарське використання торфу не вичерпує потенційні можливості торфу. Він становить велику цінність для хімічної і біохімічної промисловості, медицини, машинобудування, будівництва і ряду інших галузей. Тому актуальною є комплексна переробка торфу за безвідходною технологією з отриманням нових продуктів і матеріалів різного призначення. З 1 т сухого торфу можна отримати (кг): гумінових препаратів — 450—700, барвників — 350—450, целюлози — 150—200, бітумів — 50-100, воску — 40-50, парафіну — 20-30, етилового спирту до 45, оцтової кислоти до 15, щавелевої кислоти до 200, кормових дріжджів — 200—220, дьогтю — 80-100, дубильних речовин — до 50 і ряд інших хімічних речовин, на основі розробленої в Білорусі промислово-хімічної класифікації торфу і схеми комплексного його використання.